# Dolmen di Motorra

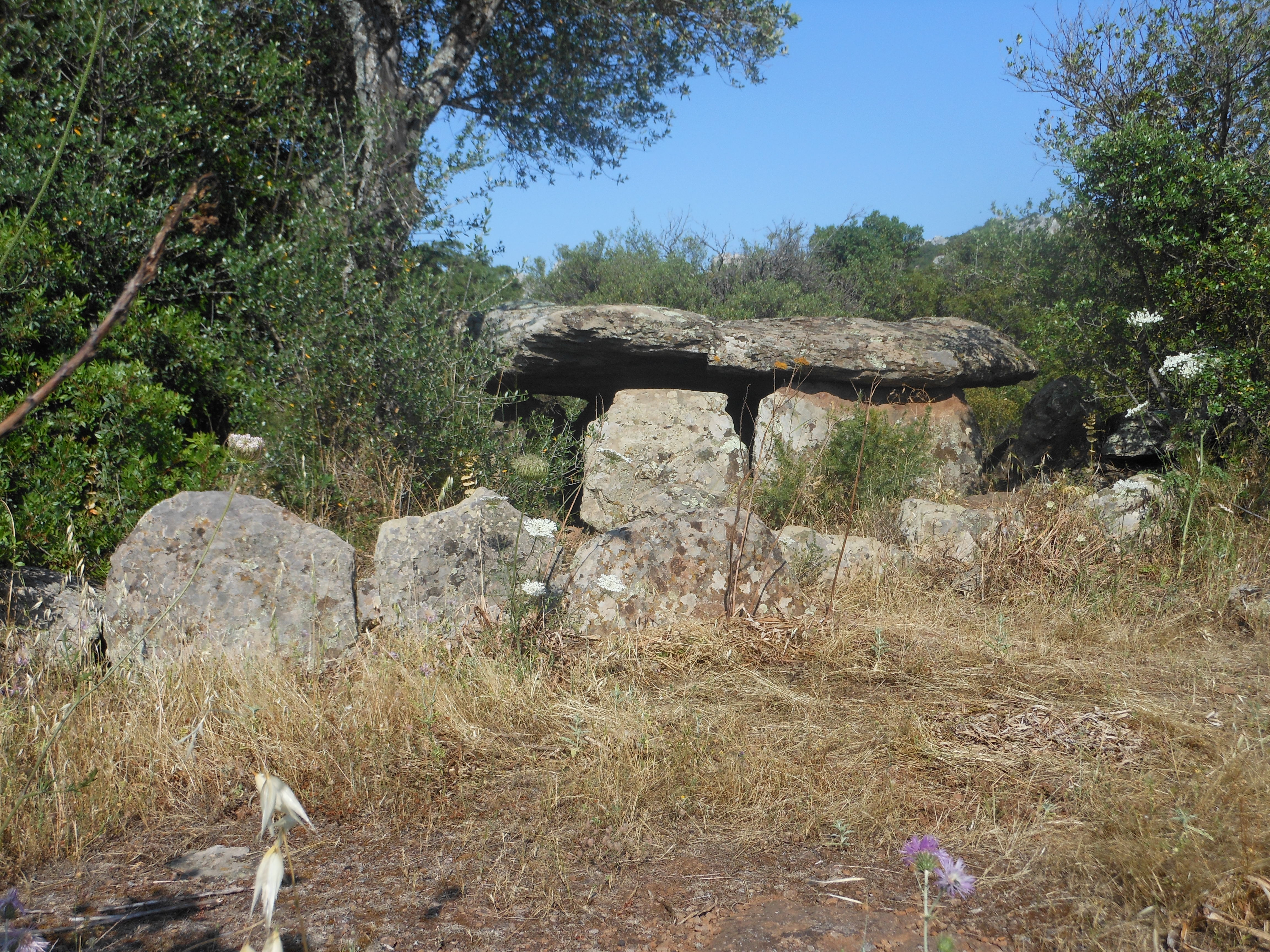

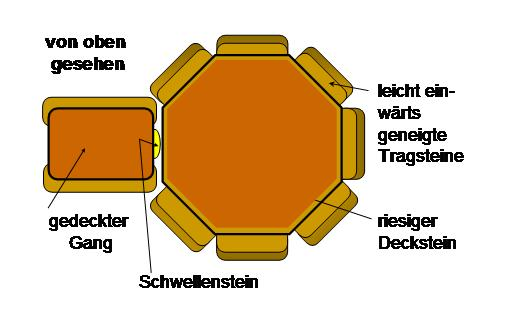
Schema Polygonaldolmen von oben gesehen

Der Dolmen di Motorra liegt auf einem Basaltplateau bei Orosei in der Provinz Nuoro auf Sardinien.
Diese Megalithanlage ist von der Form her ein Polygonaldolmen und insofern einmalig auf Sardinien. Es ist einer der ältesten Dolmen der Insel und wird auf 3000 v. Chr. datiert. Die Deckenplatte ist hexagonal, bzw. unregelmäßig rund, und hat einen Durchmesser von etwa drei Metern, bei einer Dicke von 0,3 bis 0,35 m. Sie ruht auf sieben Tragsteinen, die einen polygonalen Raum von 2,1 × 1,8 m und 0,8 m Höhe bilden. Vom etwa zwei Meter langen, niedrigen Gang sind einige Trag- und Decksteine (letztere verschoben) und der Eintrittsstein erhalten.
Die Kammer wird von einem ovalen Steinkreis (4,9 × 4,1 m) umgeben, der die 11 Randsteine eines nicht mehr vorhandenen Erdhügels markiert. Der Rest einer Struktur, die einen weiteren Kreis oder ein Segment gebildet haben könnte, ist mit drei erhaltenen Platten belegt.
Die ältesten Funde stammen aus der Ozieri-Kultur. Darunter sind zwei Chalcedonperlen, ein Knochenamulett in Form eines menschlichen Kopfes (1,9 cm Durchmesser), ein kleines Halsband mit drei gelochten Sandsteinobjekten (Länge 4,4 cm, Breite 2,1 cm) sowie Keramik der Bonnanaro-Kultur.

Dolmen di Motorra
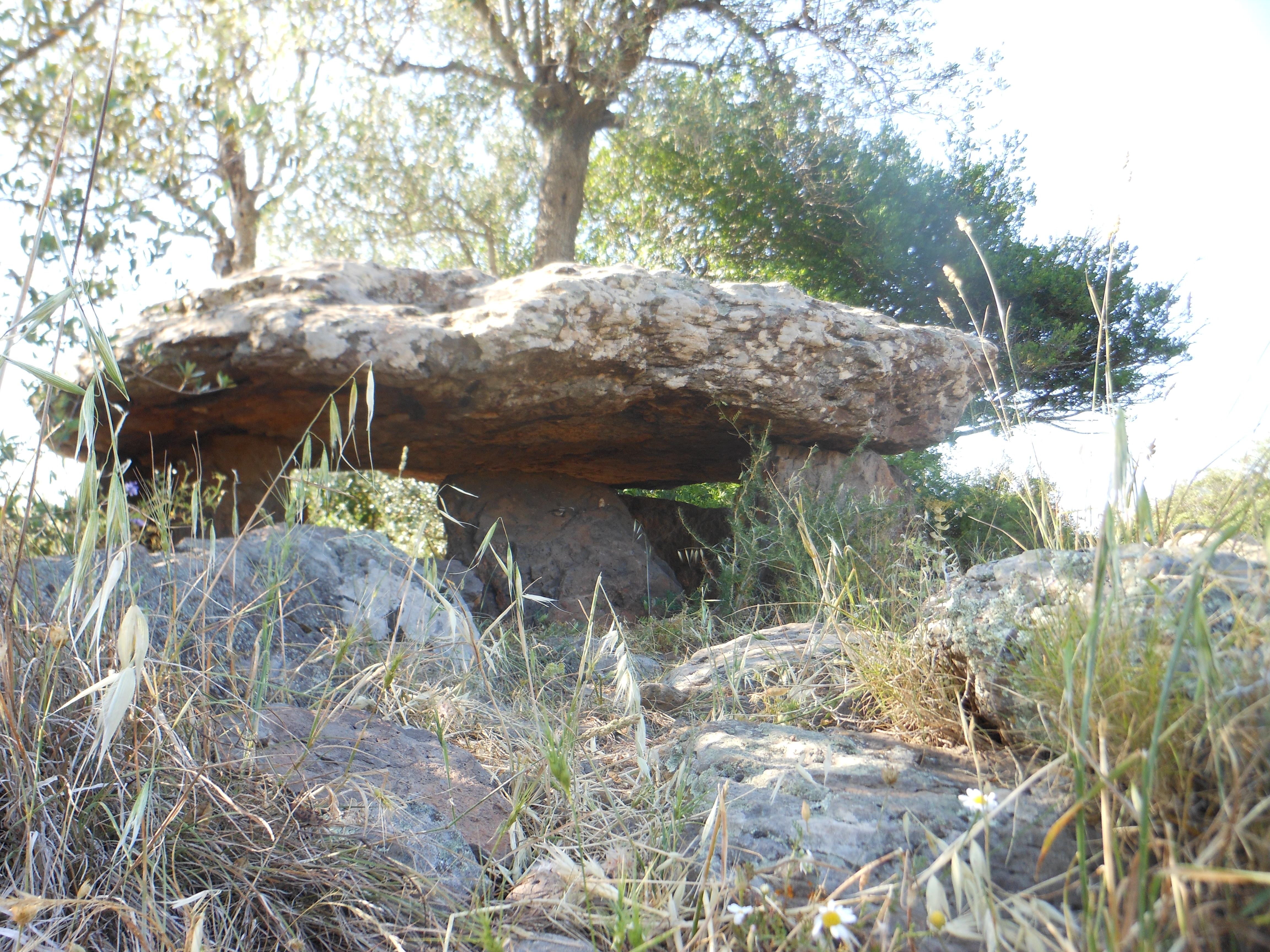
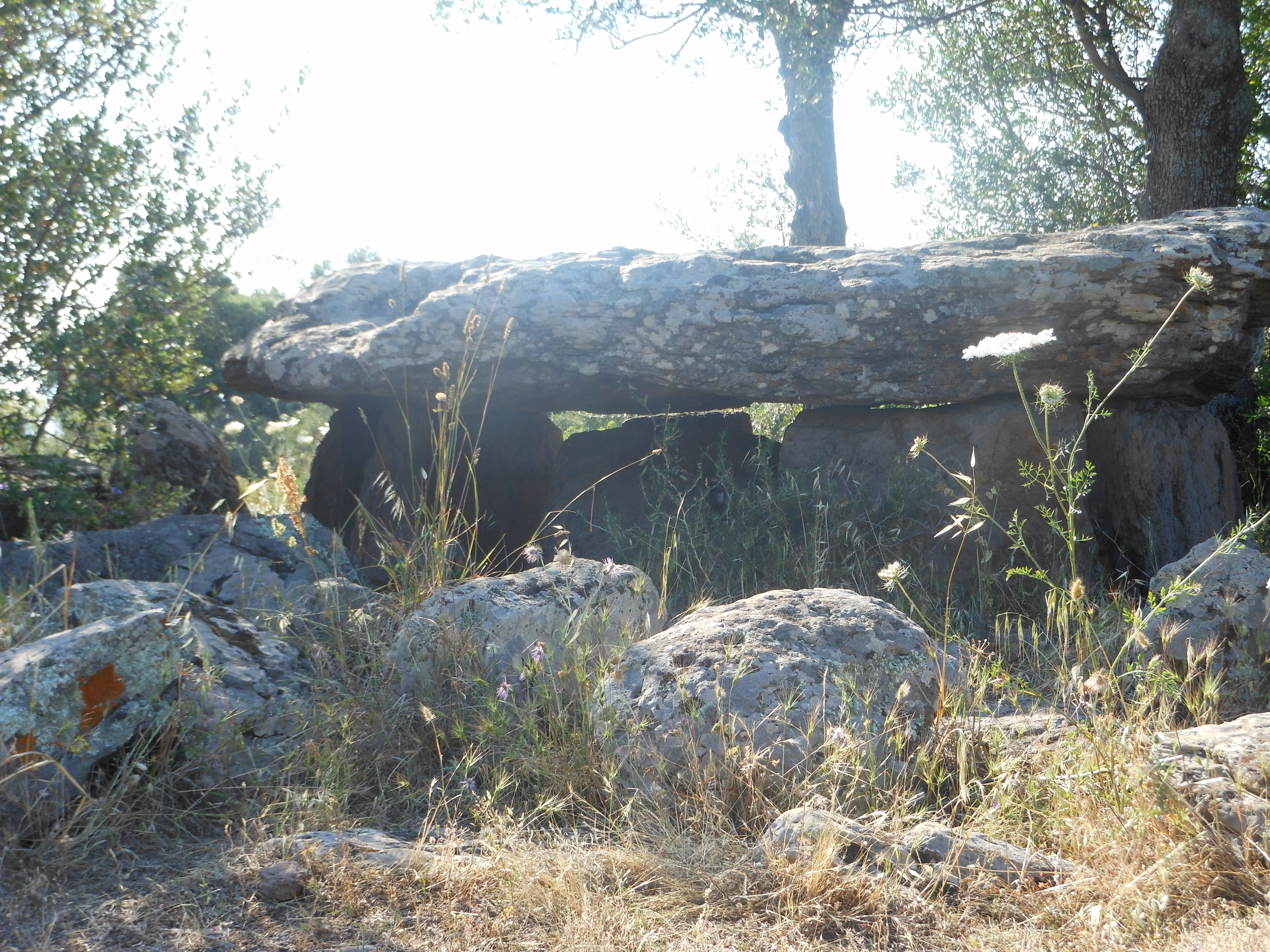
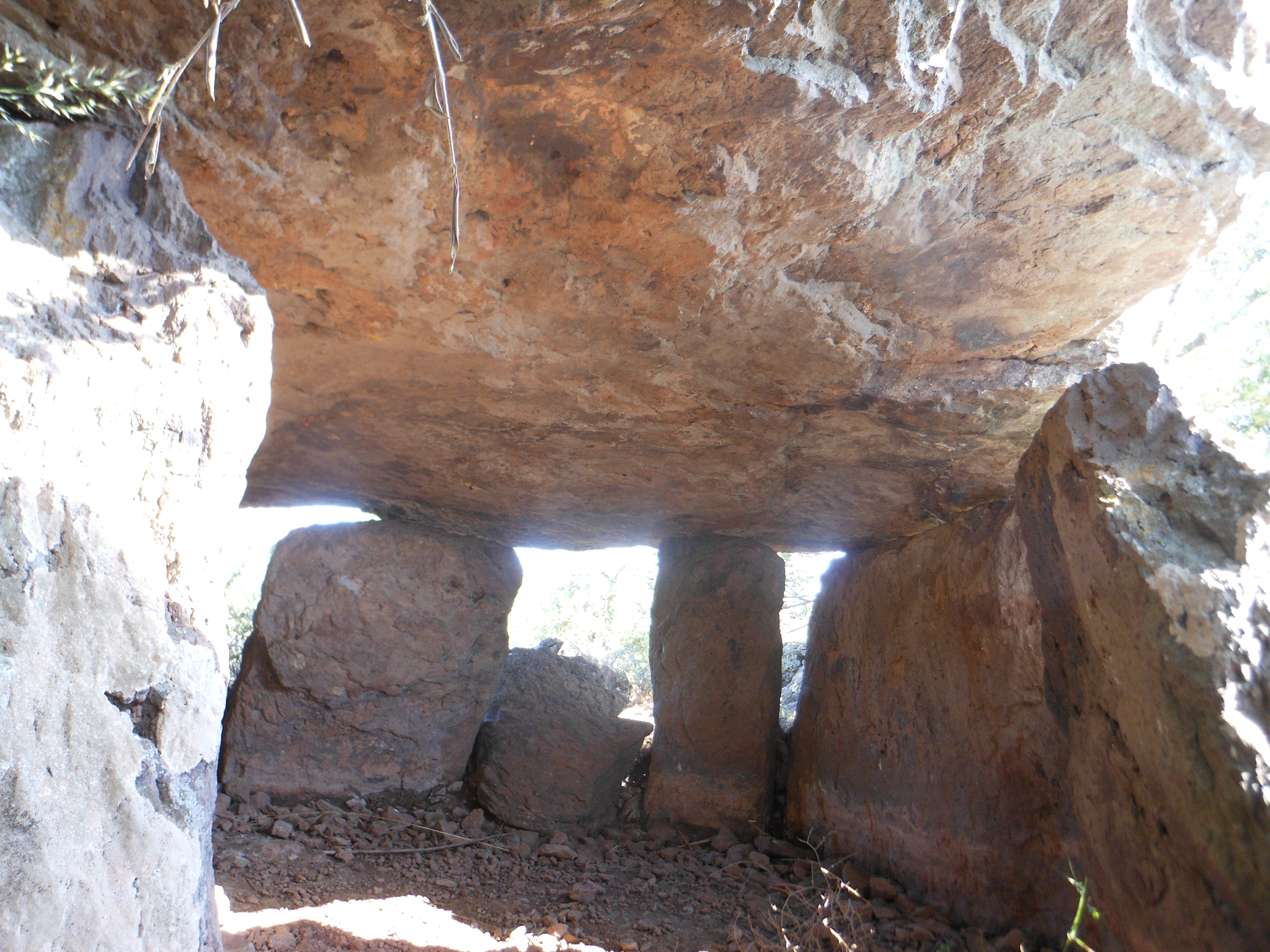